# Ácido 3-(4-aminofenil)propiônico
Ácido 3-(4-aminofenil)propiônico (português brasileiro) ou ácido 3-(4-aminofenil)propiónico (português europeu) ou ainda ácido 3-(4-aminofenil)propanoico é o composto químico orgânico de fórmula C9H11NO2 e fórmula linear H2NC6H4CH2CH2CO2H, SMILES C1=CC(=CC=C1CCC(=O)O)N, massa molecular 165,19. Apresenta ponto de fusão de 133-137 °C. É classificado número CAS 2393-17-1, número EC 219-245-1, número MDL MFCD00017118, PubChem Substance ID 24879859 e CBNumber	CB8215057.